# La Rose blanche (film, 1982)
Pour plus de détails, voir Fiche technique et Distribution.
Pour les articles homonymes, voir Rose blanche.
La Rose blanche (en allemand : Die weiße Rose) est un film historique ouest-allemand réalisé par Michael Verhoeven et sorti en 1982.

## Synopsis
Munich 1942. Le groupe d'étudiants La Rose blanche, parmi lesquels Hans et Sophie Scholl, appellent par des tracts à la résistance à Hitler et son régime. C'est au risque de leur vie qu'ils apportent des tracts dans d'autres villes et écrivent de nuit sur les murs des slogans comme « À bas Hitler » (Nieder mit Hitler). Tandis que le piège de la Gestapo les enserre toujours plus étroitement, ils entrent en contact avec d'autres groupes de la résistance et même des officiers militaires supérieurs. Au début de 1943 la Gestapo frappe : Hans et Sophie Scholl sont arrêtés dans la cour de l'Université de Munich. Le tribunal du peuple (Volksgerichtshof) sous la présidence de Roland Freisler les condamne à mort. La sentence est exécutée le 22 février 1943.

### Remarque juridique
Au générique, le réalisateur signale que les condamnations à mort du Tribunal du peuple n'ont pas été annulées au moment de la réalisation du film. Ce n'est qu'en 1998 que les jugements de ce tribunal du peuple ont été abrogés par une loi spécifique (Gesetz zur Aufhebung nationalsozialistischer Unrechtsurteile in der Strafrechtspflege, c'est-à-dire : Loi pour abroger les jugements nazis injustes en justice pénale).

## Fiche technique
- Titre : La Rose blanche
- Titre original : Die weiße Rose
- Réalisateur : Michael Verhoeven
- Scénario : Michael Verhoeven, Mario Krebs
- Production : Artur Brauner
- Musique : Konstantin Wecker
- Photographie : Axel de Roche
- Montage : Barbara Hennings, Sabine Matula
- Pays :  Allemagne de l'Ouest
- Année : 1982
- Censure : déconseillé aux moins de 12 ans en Allemagne (FSK 12)
- Durée : 123 min
- Langue : allemand

## Distribution
- Lena Stolze : Sophie Scholl
- Wulf Kessler : Hans Scholl
- Werner Stocker : Christoph Probst
- Oliver Siebert : Alexander Schmorell
- Ulrich Tukur : Willi Graf
- Martin Benrath : Prof. Kurt Huber
- Anja Kruse : Traute Lafrenz
- Ulf-Jürgen Wagner : Fritz
- Hans-Jürgen Schatz : chef des étudiants
- Jörg Hube : haut fonctionnaire
- Axel Scholtz : concierge Jakob Schmid

## Critiques
« Ein um Objektivität und Authentizität bemühtes Porträt. Zwar vernachlässigt der Film den für einen Teil der Gruppe nicht unwesentlichen religiösen Hintergrund und bleibt formal einer konventionellen Dramaturgie verhaftet, doch gelingt ihm eine seriöse Auseinandersetzung mit dem Problem des politischen Widerstandes im nazistischen Deutschland. 
Un portrait travaillé avec objectivité et authenticité. Bien que le film oublie l'aspect non négligeable du fond religieux pour une partie du groupe et garde une dramaturgie conventionnelle, il donne l'occasion d'une discussion sérieuse du problème de la résistance politique dans l'Allemagne nazie. »
« Große Emotionalisierung [...] wird in Verhoevens Rekonstruktion ausgespart zugunsten eines dokumentarischen Ansatzes, den er mit Thrillerelementen ergänzt, die in diesem durchweg um Authentizität bemühten Film keinesfalls kontraproduktiv wirken.
La fibre émotionnelle est peu développée dans la reconstruction de Verhoeven au profit d'une approche documentaire, qu'il complète avec des éléments de suspense en aucune façon contre-productifs dans cette recherche d'authenticité. »

## Récompenses
- 1982 : Prix de l'Association des anti-fascistes (Verband der Antifaschisten) au festival de Karlovy Vary
- 1983 : Lena Stolze récompensée comme meilleure actrice dans un rôle principal (Beste darstellerische Leistung - Weibliche Hauptrolle) au Deutscher Filmpreis[3].

## Édition - DVD
- Die weiße Rose. Kinowelt Home Entertainment 2004,  (EAN 4006680029351)
- Voir aussi les commentaires (de) Die kleine Schwester — Die weiße Rose: Ein Vermächtnis. Documentaire télévisé de Michael Verhoeven, Allemagne 2002, 45 Minutes (OCLC 754069942)

## Source de la traduction
- (de) Cet article est partiellement ou en totalité issu de l’article de Wikipédia en allemand intitulé « Die Weisse Rose (film) » (voir la liste des auteurs).